# Casa Oliveras
La Casa Oliveras és un edifici del municipi de Vilafranca del Penedès (Alt Penedès) que forma part de l'Inventari del Patrimoni Arquitectònic de Catalunya.

## Descripció
És un edifici situat en la confluència dels carrers General Prim i Cort. És una casa entre mitgeres, de planta baixa i dos pisos sota terrat. Hi ha una tribuna a cada façana. L'edifici presenta una ordenació compositiva i uns elements característics de l'arquitectura noucentista.

## Història
La Casa Oliveras, el nom de la qual és el del seu primer propietari, Francesc Oliveras i Romeu, va ser construïda el 1925 d'acord amb el projecte de Santiago Güell i Grau, conservat encara a l'arxiu municipal de Vilafranca. El 1978 es va reformar la planta baixa, sense cap criteri de respecte de l'obra de Güell. Posteriorment va ser ocupada per la Caixa d'Estalvis del Penedès.